# Türk Kara Kuvvetleri
Le forze terrestri turche (turco: Türk Kara Kuvvetleri) o esercito turco (turco: Türk Ordusu) sono la componente principale e più numerosa delle forze armate turche responsabile delle operazioni militari terrestri, ed è il secondo più numeroso esercito della NATO con i suoi 350 000 effettivi su cui conta, superato solamente dall'esercito degli Stati Uniti.

## Storia
Al termine del la prima guerra mondiale, l'Impero ottomano si trovò tra i paesi vinti, insieme alle Potenze centrali. 

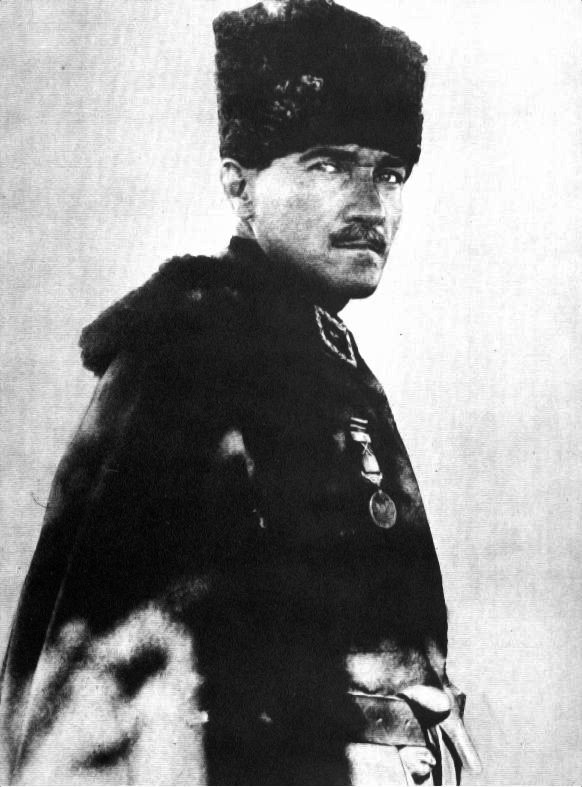
Mustafa Kemal Atatürk nel 1921

In seguito all'armistizio di Mudros agli alleati fu concesso il diritto di occupare i forti sullo stretto dei Dardanelli e del Bosforo, e il diritto di occupare "in caso di evenienza" ogni territorio turco in caso di una minaccia alla sicurezza, l'Esercito ottomano smobilitato e porti, ferrovie, e altri punti strategici resi disponibili per l'uso da parte degli Alleati. 
All'armistizio seguì l'occupazione di Costantinopoli e la successiva spartizione dell'Impero ottomano, occupato da truppe francesi, britanniche, italiane e greche; in seguito alla collaborazione del sultano con gli occupanti, il generale Mustafa Kemal si rivoltò contro il potere imperiale, con la formazione di un secondo potere politico costituendo, il 23 aprile 1920, ad Ankara, una nuova Grande Assemblea Nazionale (GNA; BMM) avviando una guerra contro il governo di Mehmet VI e gli eserciti stranieri occupanti. 
Il sultano, sostenuto dai britannici, intuendo che la situazione gli stava per sfuggire di mano, diede incarico al suo ministro della guerra, Süleyman Şefik Paşa, di creare una forza militare destinata a combattere i nazionalisti, denominata Esercito del Califfo. 
La guerra civile fra l'Esercito del Califfo, guidato da Süleyman Şefik Paşa, e i nazionalisti turchi, comandati dal generale Mustafa Kemal Atatürk, sembrò volgere a favore dell'Esercito del Califfo, ma, il 10 agosto 1920 con la firma del Trattato di Sèvres, che sanciva lo smembramento dell'Impero, i soldati dell'esercito del Califfo decisero di smettere di lottare causando in pratica la dissoluzione dell'Esercito del Califfo.

### Istituzione
La moderna storia dell'Esercito turco inizia l'8 novembre 1920 quando il Movimento Nazionale Turco (Kuva-yi Milliye) che aveva costituito un governo di Salvezza Pubblica  decise l'istituzione di un esercito permanente (Düzenli Ordu) avviando la guerra d'indipendenza turca. Dopo la fine vittoriosa delle guerre turco-armena, franco-turca, greco-turca spesso indicate, rispettivamente, come Fronte orientale, Fronte meridionale, e Fronte occidentale della guerra d'indipendenza, venne abbandonato il trattato di Sèvres e nel luglio 1923 venne firmato il trattato di Losanna che ristabiliva l'unità e l'indipendenza della Turchia. La fine vittoriosa della guerra d'indipendenza portò all'istituzione della Repubblica di Turchia, proclamata il 29 ottobre 1923 e all'abolizione del sultanato. Il 3 marzo 1924 il califfato ottomano venne ufficialmente abolito e l'ultimo califfo esiliato. 
L'Esercito turco dovette affrontare, rispettivamente nel 1925, 1930 e 1937, delle rivolte curde che vennero severamente represse.

### Custode della costituzione
Mustafa Kemal che assunse il cognome Atatürk ("Padre dei Turchi") assegnato esclusivamente a lui con apposito decreto del 1934 dal Parlamento della Repubblica. Secondo la costituzione kemalista, a difesa della laicità dello Stato contro i possibili tentativi dei movimenti islamici, venne posto l'esercito stesso a custode della costituzione, autorizzato anche a colpi di stato per difendere la secolarizzazione.
Quando morì il 10 novembre 1938 e a succedergli fu il suo principale luogotenente, İsmet İnönü. Questi durante la seconda guerra mondiale decise di mantenere una politica di stretta neutralità a meno che i suoi interessi vitali non fossero stati minacciati, così il 18 giugno 1941, quattro giorni prima dell'invasione tedesca dell'Unione Sovietica, firmò un trattato di non aggressione con la Germania nazista. I successi delle forze dell'Asse aumentarono la simpatia verso queste anche nei circoli ufficiali. Nonostante ciò la Turchia non permise mai a navi ed aerei di passare per il territorio o le acque del proprio stato, e la Convenzione di Montreux (riguardante il passaggio per gli stretti e le acque territoriali) fu applicata in modo scrupoloso. La Turchia ruppe le relazioni diplomatiche con la Germania nell'Agosto del 1944 e il 23 febbraio del 1945 dichiarò simbolicamente guerra a Germania e a Giappone, condizione necessaria per partecipare alla Conferenza di San Francisco dell'Aprile 1945, dalla quale nacque l'ONU e della quale la Turchia risultò così il cinquantesimo membro.
L'esercito turco prese parte con le forze delle Nazioni Unite alla Guerra di Corea con una brigata di fanteria, la Brigata turca, posta alle dipendenze dalla 25ª Divisione di fanteria americana.

### Nella Nato
Nel 1952 la Turchia entrò a far parte della NATO, diventando durante tutto il periodo della guerra fredda un baluardo contro l'espansione sovietica nel Mediterraneo.
Durante la sua storia l'Esercito Turco è intervenuto nella vita politica con tre colpi di stato per il ripristino della costituzione: nel 1960, nel 1971 e nel 1980 e con un  golpe, presto fallito, nel luglio 2016.

## Organizzazione
L'Esercito, coordinato dallo Stato Maggiore, dislocato ad Ankara, ha una capillare distribuzione sul territorio basata sulla divisione in Forze Operative e Logistiche.

### Le forze operative
Le Forze Operative che dipendono dal comando delle forze terrestri (Turco: Kara Kuvvetleri Komutanlığı o KKK) con sede ad Ankara, comprendono la Ia Armata, la IIa Armata, la IIIa Armata e la IVa Armata, o comando dell'Egeo, un corpo d'armata autonomo dislocato a Cipro e il comando dell'aviazione dell'Esercito.
- La Ia Armata, il cui quartier generale è a Istanbul è schierata nell'area di Istanbul, İzmit e Gelibolu, nella zona dello stretto dei Dardanelli. Dalla prima armata dipendono:
  - 2º Corpo d'armata (Gelibolu, Çanakkale)
    - 4ª Brigata fanteria meccanizzata (Keşan)
    - 8ª Brigata fanteria meccanizzata (Tekirdağ)
    - 18ª Brigata fanteria meccanizzata (Çanakkale)
    - 95ª Brigata corazzata (Malkara)
    - 102º Reggimento artiglieria (Uzunköprü)
    - Reggimento del genio

  - 3º Corpo d'armata (NATO Rapid Deployable Corps - Turkey, Şişli, Istanbul) 
    - 52ª Divisione corazzata (Hadımköy, Istanbul)
      - 2ª Brigata corazzata (Kartal)
      - 66ª Brigata fanteria meccanizzata (Istanbul)

    - 23ª Divisione fanteria motorizzata (Hasdal, Istanbul)
      - 6º Reggimento fanteria meccanizzata (Hasdal, Istanbul)
      - 23º Reggimento fanteria meccanizzata (Samandıra, Istanbul)
      - 47º Reggimento fanteria meccanizzata (Metris, Istanbul)

  - 5º Corpo d'armata (Çorlu, Tekirdağ)
    - 1ª Brigata corazzata (Babaeski)
    - 3ª Brigata fanteria meccanizzata (Çerkezköy)
    - 54ª Brigata fanteria meccanizzata (Edirne)
    - 55ª Brigata fanteria meccanizzata (Süloğlu)
    - 65ª Brigata fanteria meccanizzata (Lüleburgaz)
    - battaglione corazzato di cavalleria (Ulaş)
    - 105º Reggimento artiglieria (Çorlu)
    - Reggimento del genio (Pınarhisar)
    - 15ª Divisione fanteria (Köseköy, İzmit)
- La IIa Armata, con quartier generale a Malatya, composta in prevalenza da forze leggere a rapida capacità di rischiaramento, è una vera e propria armata di fanteria di manovra, costituita da truppe da montagna, una brigata di aviotruppe e anche un intero reggimento di forze speciali, truppe dislocate su tutto il territorio nazionale. Dalla seconda armata dipendono:
  - 4º Corpo d'armata (Ankara)
    - 28ª Brigata fanteria meccanizzata (Mamak)
    - 58º Reggimento artiglieria (Polatlı)
    - 1º Comando di Brigata (Talas)
    - 2º Comando di Brigata (Bolu)

  - 6º Corpo d'armata (Adana)
    - 5ª Brigata corazzata (Gaziantep)
    - 39ª Brigata fanteria meccanizzata (Alessandretta)
    - 106º Reggimento artiglieria (Islahiye)

  - 7º Corpo d'armata (Diyarbakır)
    - 3ª Divisione fanteria  (Yüksekova)
      - 34ª Brigata di frontiera (Şemdinli)
      - 16ª Brigata meccanizzata (Diyarbakır)
      - 20ª Brigata meccanizzata (Şanlıurfa)
      - 70ª Brigata fanteria meccanizzata (Mardin)
      - 172ª Brigata corazzata (Silopi)
      - 2ª Brigata fanteria motorizzata (Lice)
      - 6ª Brigata fanteria motorizzata (Akçay)
      - 2º Comando di Brigata (Siirt)
      - 107º Reggimento artiglieria (Siverek)
      - 2º Comando Brigata truppe di montagna (Hakkâri)
- La IIIa Armata, con comando a Erzincan, è composta fondamentalmente da forze di fanteria meccanizzata e da forze esploranti. Dalla terza armata dipendono:
  - 8º Corpo d'armata (Elâzığ)
    - 1ª Brigata fanteria motorizzata (Doğubeyazıt)
    - 12ª Brigata fanteria motorizzata (Ağrı)
    - 10ª Brigata fanteria motorizzata (Tatvan)
    - 34ª Brigata fanteria motorizzata (Patnos)
    - 49ª Brigata fanteria motorizzata (Bingöl)
    - 51ª Brigata fanteria motorizzata (Hozat)
    - 4º Comando di Brigata (Tunceli)
    - 108º Reggimento artiglieria (Erciş)
    - 17ª Brigata fanteria motorizzata (Kiğı)

  - 9º Corpo d'armata (Erzurum)
    - 4ª Brigata corazzata (Palandöken)
    - 14ª Brigata fanteria meccanizzata (Kars)
    - 25ª Brigata fanteria meccanizzata (Ardahan)
    - 9ª Brigata fanteria motorizzata (Sarıkamış)
    - 48ª Brigata fanteria motorizzata (Trebisonda)
    - 109º Reggimento artiglieria (Erzurum)
- La IVa Armata o Comando Militare Egeo il cui quartier generale è a Smirne, è un'armata di fanteria leggera leggermente ridotta nei numeri che è dislocata nei dintorni dell'area di Smirne e su tutta la costa egea, a memoria degli eventi della Seconda Guerra Mondiale e della crisi di Cipro e proprio Cipro è dislocato un ulteriore corpo d'armata: l'XI° corpo d'armata autonomo: “Cyprus Turkish Peace Corps”, a seguito delle vicende di Cipro nella Repubblica Turca di Cipro Nord. Dal Comando Militare Egeo dipendono:
  - Cyprus Turkish Peace Force
    - 28ª Divisione fanteria - quartier generale a Paşaköy a nordest di Nicosia
    - 39ª Divisione fanteria - quartier generale a Camlibel presso Kyrenia
    - 14ª Brigata corazzata - quartier generale a Paşaköy) con carri armati medi M48 Patton
    - Reggimento forze speciali
    - Reggimento artiglieria
    - Unità navali

  - Divisione logistica (Balıkesir)
  - 57ª Brigata di addestramento di artiglieria (Smirne)
  - 19ª Brigata fanteria (Edremit)
  - 11ª Brigata fanteria motorizzata (Denizli)
  - 5ª Scuola comando aviazione dell'esercito (Muğla)
  - 2º Reggimento fanteria (Muğla)
  - Comando scuola addestramento comandanti (Isparta)
  - 3ª Brigata addestramento fanteria (Antalya)
  - 1ª Brigata addestramento fanteria (Manisa)
- L'aviazione dell'Esercito ha il compito del supporto diretto alle forze di manovra, con i suoi elicotteri da combattimento e UAVs, dislocati in vari aeroporti turchi, il principale dei quali è Güvercinlik presso Ankara che è anche sede del Comando aviazione dell'Esercito. L'aviazione dell'Esercito ha una distribuzione capillare, con grande peso dato al controllo del territorio e una notevole specializzazione e suddivisione dei compiti per le forze di terra turche. Dal Comando aviazione dell'Esercito dipendono:
  - Scuola comando dell'Aviazione dell'Esercito (Güvercinlik)
  - 5° centro comando manutenzione
  - 1º Reggimento aviazione dell'Esercito (Güvercinlik)
  - 2º Reggimento aviazione dell'Esercito (Malatya Aeroporto di Erhaç)
  - 3º Reggimento aviazione dell'Esercito (Gaziemir)
  - 4º Reggimento aviazione dell'Esercito (Samandıra)
  - 7º Reggimento aviazione dell'Esercito (Diyarbakır)
  - comando Unità aviazione dell'esercito di Cipro del Nord (Pınarbaşı)

## Equipaggiamenti

### Mezzi Aerei
Sezione aggiornata annualmente in base al World Air Force di Flightglobal del corrente anno. Tale dossier non contempla UAV, aerei da trasporto VIP ed eventuali incidenti accorsi durante l'anno della sua pubblicazione. Modifiche giornaliere o mensili che potrebbero portare a discordanze nel tipo di modelli in servizio e nel loro numero rispetto a WAF, vengono apportate in base a siti specializzati, periodici mensili e bimestrali. Tali modifiche vengono apportate onde rendere quanto più aggiornata la tabella.
| Aeromobile                     | Origine            | Tipo                            | Versione (denominazione locale) | In servizio (2024) | Note | Immagine |
| Aerei per impieghi speciali    |                    |                                 |                                 |                    | |          |
| Beechcraft King Air 350        | Stati Uniti        | aereo da ricognizione           | B350                            | 8                  | |          |
| Aerei da trasporto             |                    |                                 |                                 |                    | |          |
| Cessna 421                     | Stati Uniti        | aereo da trasporto              | C421                            | 3                  | |          |
| Beechcraft King Air 200        | Stati Uniti        | aereo da trasporto              | B200                            | 4                  | |          |
| Beechcraft Baron               | Stati Uniti        | aereo da trasporto              | Baron                           | 5                  | |          |
| Aeromobili a pilotaggio remoto |                    |                                 |                                 |                    | |          |
| Baykar Bayraktar TB2           | Turchia            | UAV                             | TB2                             | 107                | 107 Bayraktar TB2 in servizio al maggio 2020. |          |
| Elicotteri                     |                    |                                 |                                 |                    | |          |
| TAI T129 Atak                  | Turchia            | elicottero d'attacco            | T129AT129B                      | 58                 | 60 T-129A/B Atak da costruire su licenza. |          |
| Bell AH-1 Cobra                | Stati Uniti        | elicottero d'attacco            | AH-1PAH-1S                      | 43                 | 20 AH-1P ricevuti nel 1993, 12 AH-1S il 5 marzo 1995 e 4 TAH-1P da addestramento il 29 marzo 1995. 10 AH-1W ricevuti a partire dal 1995. Ulteriori 3 AH-1W ex US Marine Corps ricevuti nel 2012 per ripianare le perdite. I 10 AH-1W superstiti sono stati trasferiti al Türk Deniz Hava Komutanlığı, il Comando dell'Aviazione di marina turca, a Marzo 2022. |          |
| Agusta Bell AB 205             | Italia Stati Uniti | elicottero utility              | AB 205A-1                       | 68                 | 2 AB205A-1 di costruzione Agusta acquistati nel 1968, a cui fece seguito un ordine per altri 24 AB 205 con consegna a partire dal 1974. |          |
| Bell UH-1 Iroquois             | Stati Uniti        | elicottero utility              | UH-1H                           | 85                 | 42 UH-1H ex US Army ricevuti tra il 1970 ed il 1974. Ulteriori 60 UH-1H costruiti su licenza, ordinati nel 1982 ed entrati in servizio a partire dal 1984. Degli 86 esemplari in servizi a tutto il 2017, uno è precipitato il 26 novembre 2018. Un ulteriore UH-1H perso in un incidente il 9 dicembre 2024.                                                  |          |
| Boeing CH-47 Chinook           | Stati Uniti        | elicottero da trasporto pesante | CH-47F                          | 11                 | 11 CH-47F ordinati in due lotti rispettivamente da 6 e 5 nel 2011, e tutti consegnati al luglio 2019. |          |
| Eurocopter AS 532 Cougar       | Francia            | elicottero da trasporto medio   | AS 532UL                        | 26                 | 30 AS 532UL ordinati nel 1993, consegnati a partire dal 1996, quattro dei quali persi in incidenti, l'ultimo il 4 marzo 2021. |          |
| Sikorsky UH-60 Black Hawk      | Stati Uniti        | elicottero utility              | T-70                            | 64                 | Ulteriori 34 T-70 costruiti su licenza dalla turca TAI ordinati. |          |
| TAI T625 Gökbey                | Turchia            | elicottero utility              | T625                            | 0                  | 7 T625 ordinati. |          |
| Bell 206                       | Stati Uniti        | elicottero da addestramento     | B 206                           | 22                 | |          |
| AgustaWestland AW119 Koala     | Italia             | elicottero da addestramento     | AW119T                          | 4                  | 15 AW119T ordinati a giugno 2022. Primi tre elicotteri consegnati il 25 maggio 2023. |          |

### Aeromobili ritirati
- Bell AH-1W SuperCobra - 13 esemplari (1995-2022)[17]

## Gradi
| Ufficiali | Ufficiali | Ufficiali              | Ufficiali | Ufficiali  | Ufficiali  | Ufficiali  | Ufficiali | Ufficiali | Ufficiali | Ufficiali | Ufficiali | Ufficiali | Ufficiali | Ufficiali                   |
| Nazione   | OF-10     | OF-9                   | OF-9      | OF-8       | OF-7       | OF-6       | OF-5      | OF-4      | OF-3      | OF-2      | OF-1      | OF-1      | OF-D      | Ufficiale cadetto           |
| --------- | --------- | ---------------------- | --------- | ---------- | ---------- | ---------- | --------- | --------- | --------- | --------- | --------- | --------- | --------- | --------------------------- |
| Turchia   | Mareşal   | Genelkurmay Başkanlığı | Orgeneral | Korgeneral | Tümgeneral | Tuğgeneral | Albay     | Yarbay    | Binbaşı   | Yüzbaşı   | Üsteğmen  | Teğmen    | Asteğmen  | Nessun distintivo Harbiyeli |

| Sottufficiali e comuni | Sottufficiali e comuni    | Sottufficiali e comuni | Sottufficiali e comuni    | Sottufficiali e comuni | Sottufficiali e comuni | Sottufficiali e comuni | Sottufficiali e comuni | Sottufficiali e comuni | Sottufficiali e comuni | Sottufficiali e comuni | Sottufficiali e comuni |
| Nazione                | OR-9                      | OR-8                   | OR-7                      | OR-7                   | OR-6                   | OR-6                   | OR-5                   | OR-4                   | OR-3                   | OR-2                   | OR-1                   |
| ---------------------- | ------------------------- | ---------------------- | ------------------------- | ---------------------- | ---------------------- | ---------------------- | ---------------------- | ---------------------- | ---------------------- | ---------------------- | ---------------------- |
| Turchia                | Astsubay Bıdemli Başçavuş | Astsubay Başçavuş      | Astsubay Kıdemli Üstçavuş | Astsubay Üstçavuş      | Astsubay Kıdemli Çavuş | Astsubay Çavuş         | Uzman Çavuş            | Çavuş                  | Uzman Onbaşı           | Onbaşı                 | Nessun distintivo Er   |